# Патријарх
Патријарх (грч. πατριάρχης, од πατήρ — „отац“ и ἀρχή — „господство, власт“) јесте титула поглавара неких православних аутокефалних цркава.
Може да означава и црквени чин највиших епископа (бискупа) у другим хришћанским црквама. До Великог раскола (1054), чин патријарха су носили римски, цариградски, александријски, антиохијски и јерусалимски епископи (пентархија).

## Историја
У Старом завјету се говори о постојању десет патријараха (праотаца, прародитеља) прије Потопа — Адам, Сет, Енос, Кенан, Махалалел, Јеред, Енох, Метузалем, Ламех, Ноје. Послије Потопа, након што је Мојсије даровао Десет Божијих заповијести, назив патријарха су носили Аврам, Исак, Јаков и Јосиф.
Звање патријарха су носили и предсједници Санхедрина (Синедриона).
У раном хришћанству на челу Цркве је стајао епископ. Титула патријарха се почела користити у 5. вијеку, а титулу су добијали они епископи који су били претпостављени митрополитима. Термин се користио у документима Четвртог васељенског сабора (451). У 9. вијеку у Византији се утврдило учење о пентархији, односно да у Цркви може бити само пет патријараха: римски, цариградски, александријски, антиохијски и јерусалимски. Након Великог раскола из 1054. титула патријарха се задржала првенствено код неких поглавара унутар Православне цркве.
Пуна титула римског папе је до 2006. између осталих укључивала и титулу „патријарх Запада“.

## Православна црква
Након Великог раскола (1054) на територији Византијског царства на челу Цркве су се налазила четири патријарха: цариградски, александријски, антиохијски и јерусалимски.
Након оснивања самосталних словенских држава (Србије, Бугарске, Русије) и давања аутокефалности њиховим црквама, њихови поглавари су такође добили титулу патријарха.
Данас, унутар Православне цркве постоји девет епископа са чином патријарха: цариградски, александријски, антиохијски, јерусалимски, руски, српски, румунски, бугарски и грузијски.

## Католичка црква
Унутар Католичке цркве достојанство патријарха углавном имају поглавари источних католичких цркава са статусом патријаршије. У латинском обреду четири бискупа носе ту титулу: венецијански, лисабонски, источноиндијски и јерусалимски.
Шест патријараха, поглаваре источних католичких цркава, бирају синоди епископа одговарајућих цркава. Након избора, патријарх се устоличава и ступа у заједништво са римским папом (патријарси се једино по томе разликују од врховних архиепископа, будући да њихову кандидатуру папа потврђује). У јерархији Католичке цркве, патријарси источних католичких цркава имају ранг раван кардиналима-бискупима.

## Положај патријарха у црквеној јерархији
Патријарси потпадају под суд црквеног сабора. Данас, прво место по части међу источним патријарсима, припада Васељенском патријарху, да би у VII веку добио титулу „васељенски" и сматра се „првим међу равнима (једнакима)." У XI веку, систем пентархије, пет апостолских престола: Рим, Константинопољ (Цариград), Александрија, Антиохија и Јерусалим, нарушен је расколом римске патријаршије од цркве, а на истоку су током средњег века настајале нове самосталне (аутокефалне) цркве, код Бугара, Срба, Руса, итд. Диптих (поменик), одн. Поредак по части у заједници Васељенске цркве, поштује се као древни, освештани поредак, који признају све помесне православне цркве у савременом свету. Према диптиху, има девет аутокефалних источно православних цркава са достојанством патријаршије, и то: Васељенска Цариградска, Александријска, Антиохијска, Јерусалимска, Српска, Руска, Румунска, Бугарска и Грузијска.

## Галерија
- Васељенски патријарх Вартоломеј I врховни предстојатељ Цариградске патријаршије и „први међу једнаким“ патријарсима Православне цркве
- Патријарх и папа александријски Теодор II врховни поглавар Александријски и све Африке
- Патријарх антиохијски Јован X врховни поглавар Антиохијски и свог Истока
- Патријарх јерусалимски Теофил III врховни поглавар Јерусалимски и све Палестине
- Патријарх српски Порфирије врховни поглавар Српске православне цркве
- Патријарх московски Кирил врховни поглавар Руске православне цркве
- Патријарх бугарски Неофит врховни поглавар Бугарски православне цркве
- Патријарх грузијски Илија II врховни поглавар Грузијске православне цркве
- Патријарх румунски Данијел врховни поглавар Румунске православне цркве